# Sport à Rome

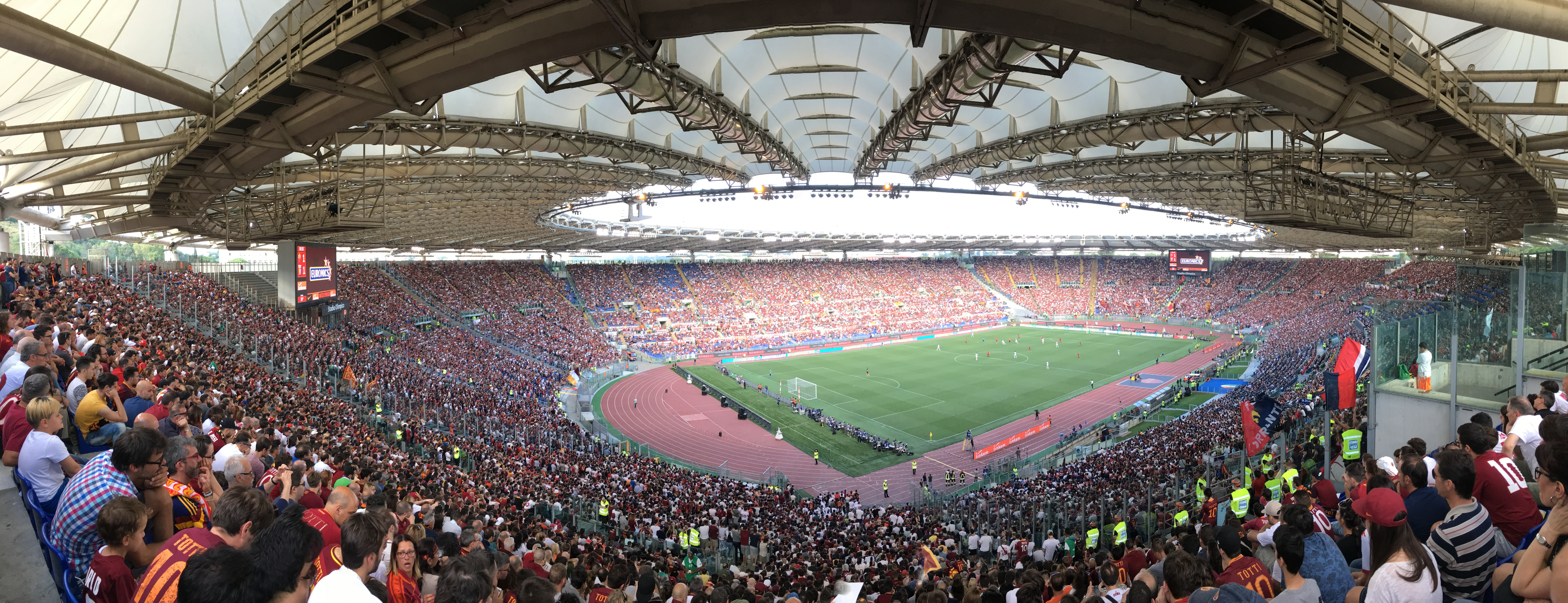
Le stade olympique lors d'un match de football en 2017 (Roma-Gênes, dernier match de l'historique capitaine Giallorossi Francesco Totti).

L'article relate des informations sur les principales structures, événements et clubs sportifs de Rome.

## Présentation
Rome est le lieu principal où se déroulent les plus importants et la plupart des événements sportifs internationaux organisés en Italie comme les Jeux olympiques d'été, en 1960 et des événements « multisports » comme les premiers Jeux paralympiques d'été en 1960, la VIIIe Universiade en 1975 et les premiers Jeux Mondiaux Militaires en 1995. C'est aussi la ville italienne où se sont déroulés le plus de championnats sportifs olympiques  et européens (25) , parmi lesquels se distinguent les deux Coupes du monde de football en 1934 et 1990, toutes deux avec finale à Rome, et les championnats du monde d'athlétisme (en 1987) et de natation (en 1994 et 2009).
La capitale abrite le Comité National Olympique Italien (CONI), et presque toutes les fédérations sportives italiennes qui lui sont associées (telles que la Fédération italienne d'athlétisme, la Fédération italienne de football, la Fédération italienne de cyclisme, la Fédération Italianne de natation, la Fédération italienne de basket-ball ou encore la Fédération italienne de volley-ball) .
Parmi les installations sportives de la ville, le stade olympique (utilisé pour l'athlétisme, le football et le rugby), le palais des sports (basket, volley et autres sports en salle), le stade olympique de natation (natation, water-polo et plongeon) et le stade de tennis, ainsi que le stade Flaminio actuellement à l'abandon.

## Principaux événements sportifs
- Rome a accueilli les Jeux olympiques de 1960. Elle a également été officiellement désignée pour accueillir les Jeux de 2004 (attribués à Athènes, qui battu Rome au dernier tour) et 2020 (retiré le 14 février 2012 à la suite du manque de soutien du gouvernement Monti en raison de la crise économique qui a frappé le pays)[4].
- En 2011, le Foro Italico a accueilli les championnats du monde de beach volley.

## Sports

### Football
Le football est le sport le plus populaire à Rome, comme dans le reste du pays. En Serie A, deux équipes jouent leurs matchs à domicile, toutes deux au stade olympique : l'Associazione Sportiva Roma (créée en 1927), qui a remporté trois titres de champion (1941-1942, 1982-1983, 2000-2001), neuf Coupes d'Italie (1963-1964, 1968-1969, 1979-1980, 1980-1981, 1983-1984, 1985-1986, 1990-1991, 2006-2007, 2007-2008), deux Supercoupes d'Italie (2001, 2007) et une Coupe des Villes de Foires (1960-1961), et la Società Sportiva Lazio (née en 1900), qui a remporté deux titres de champion d'Italie (1973-1974, 1999-2000), sept Coupes d'Italie (1958, 1997-1998, 1999-2000, 2003-2004, 2008-2009, 2012-2013, 2018-2019), cinq Supercoupes d'Italie (1998, 2000, 2009, 2017, 2019), une Coupe des vainqueurs de coupe (1998-1999) et une Supercoupe de l'UEFA (1999).
Le derby qui oppose la Lazio et la Roma est appelé le derby de Rome. Le défi, familièrement appelé aussi le derby de la capitale, le derby du Capitole ou « derby der Cupolone », en référence au dôme de Saint Pierre, est l'un des derbys les plus passionnés d'Italie, en raison de la forte rivalité entre les supporters des deux équipes ,. Le derby a acquis un plus grand prestige international à la fin des années 1990, grâce à l'excellente compétitivité des deux équipes de l'époque. Depuis le milieu des années 2000, il reste l'un des matchs de football les plus suivis au monde, au point d'être diffusé dans plus de 170 pays sur tous les continents.

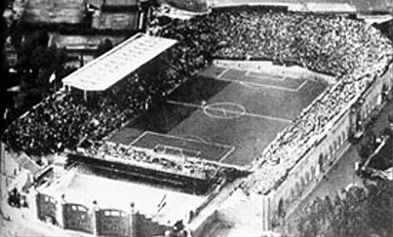
Le stade national du PNF, site de la finale de la Coupe du monde 1934.

D'autres équipes de la ville, plus modestes, ont joué entre la Serie C et la Serie D. Presque toutes ont été considérées comme la troisième équipe de la capitale et ont également été dissoutes par la suite, mais, parmi eux, l'une d'entre elles a également réussi à participer à la Serie B au cours de l'année 1942-1943, après avoir passé des périodes dans la troisième série au tournant des années 1930 et 1940. C'était le MATER, qui, cependant, ne se reconstitua pas après la fin de la Seconde Guerre mondiale. Les autres clubs sont ASD Astrea, ASD Ostia Mare, ASD Trastevere, Lodigiani, Atletico Roma Football Club, Racing Roma, Romulea, Tevere Roma, Chinotto Neri Sports Club, Banco di Roma et Almas. Lors de la saison 2016-2017 de la Lega Pro, il a également joué à la Lupa Roma, qui était basée dans le quartier Axa même s'il a joué à Aprilia, dans la province de Latina.
Dans le domaine féminin, cinq championnats (1979, 1980, 1986-1987, 1987-1988, 2001-2002) et quatre Coupes d'Italie (1977, 1985, 1998-1999, 2002-2003) ont été remportés par la Lazio Calcio Féminines tandis qu'un championnat (1969) et une Coppa Italia (1971) ont été remportés par la Roma Calcio Féminine. Les deux ne sont pas à confondre respectivement avec la Lazio Féminines 2015 et l'AS Roma Féminines, sections féminines des clubs masculins du même nom.
Comme hôte d'événements internationaux de football, la capitale a accueilli quelques matchs et finales de la Coupe du monde de 1934 et de la Coupe du monde 1990. En 1934 l'Italie de Vittorio Pozzo a battu la Tchécoslovaquie 2-1 au stade national du PNF et a obtenu le premier de ses quatre titres mondiaux, tandis qu'en 1990 l'Allemagne s'est imposée 1-0 à l'Olimpico contre l'Argentine. L'Olimpico fut aussi le théâtre des rencontres et des finales du championnat d'Europe 1968, remporté par les Azzurri de Ferruccio Valcareggi contre la Yougoslavie en finale, et du championnat d'Europe 1980, remporté par l'Allemagne qui battit la Belgique 2-1. Rome accueillera le match d'ouverture et quelques matches du championnat d'Europe 2020.
Enfin, le stade olympique a été choisi par le passé pour accueillir quatre finales de Coupe d'Europe/Ligue des champions (1977, 1984 perdue par la Roma aux tirs au but contre Liverpool, 1996 gagnée par la Juventus contre l'Ajax également dans ce cas aux tirs au but, 2009) et aussi d'accueillir une finale de Coupe UEFA opposant l'AS Roma contre l'Inter Milan en 1991.
Parmi les principaux footballeurs nés à Rome figurent les champions du monde Daniele De Rossi, Attilio Ferraris, Fabio Grosso, Alessandro Nesta et Francesco Totti, le champion d'Europe Giancarlo De Sisti et le champion olympique Francesco Gabriotti.

### Athlétisme

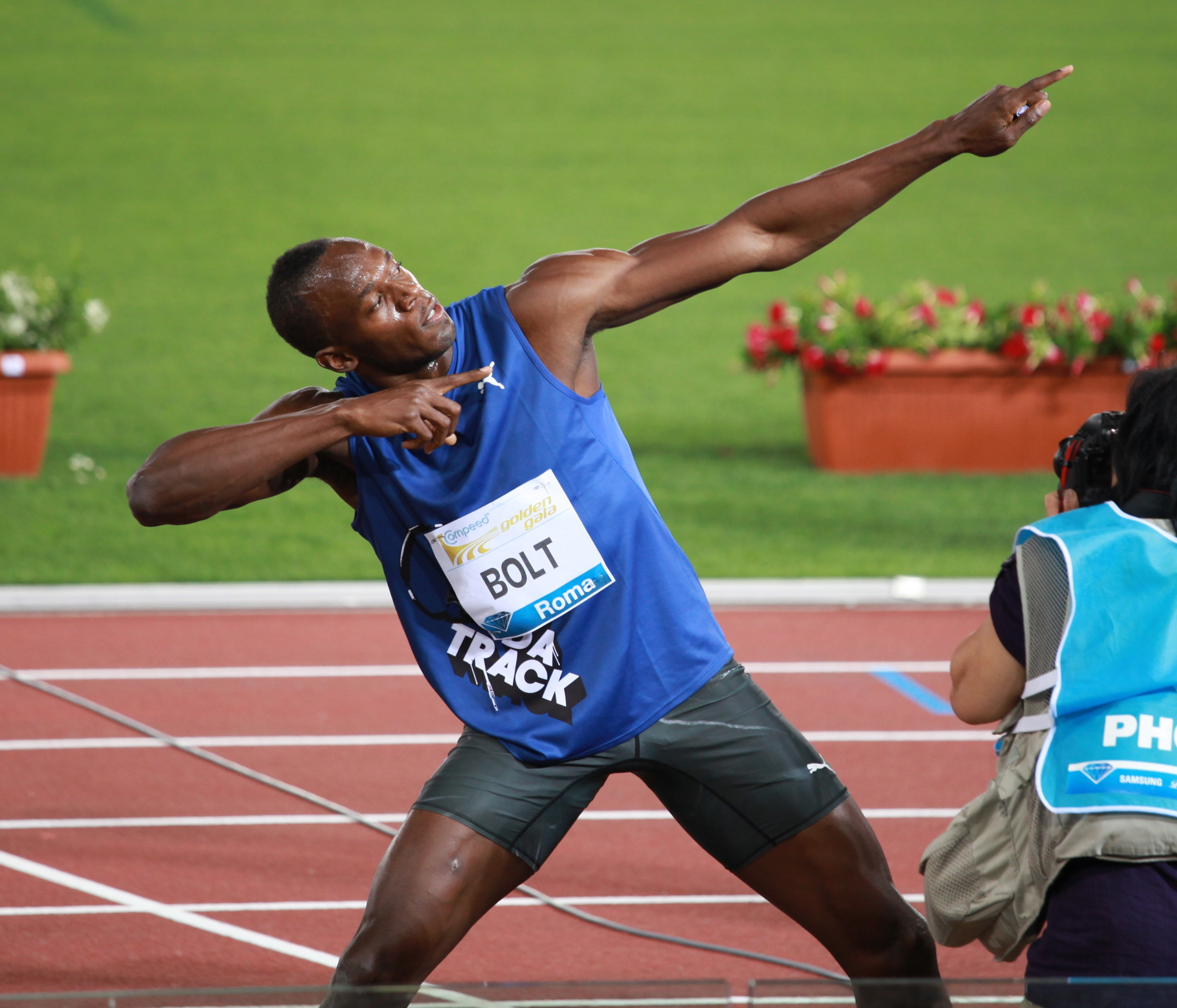
Le champion Usain Bolt au Golden Gala 2011

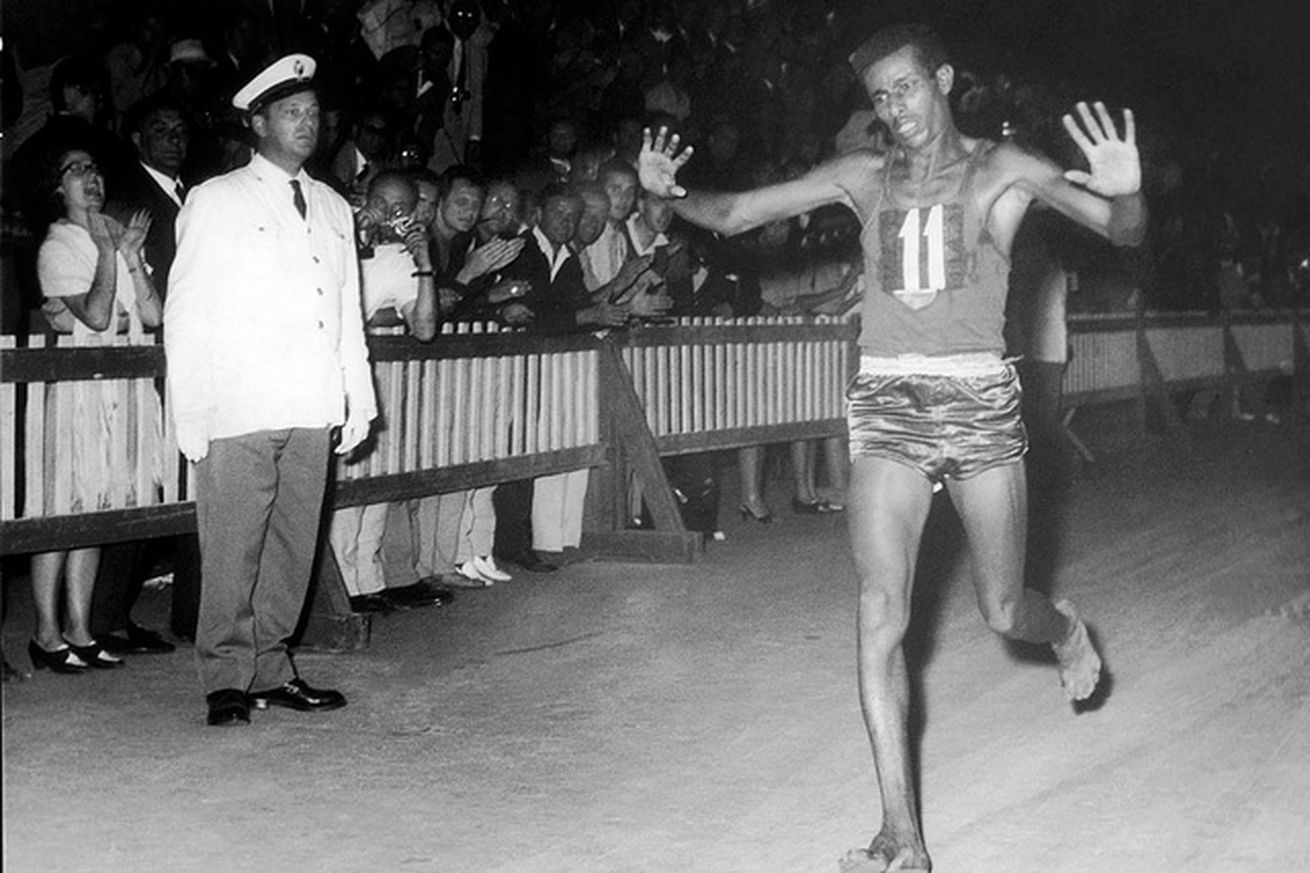
L'arrivée victorieuse d'Abebe Bikila aux Jeux Olympiques 1960

La capitale a toujours été le siège italien des principaux événements internationaux d'athlétisme, organisés au stade olympique. Du 31 août au 10 septembre 1960 sont décernés les 34 titres d'athlétisme des Jeux de la XVIIe Olympiade, avec les fameuses victoires de Livio Berruti au 200 mètres plat et d'Abebe Bikila au marathon, qui a couru les 42 km pieds nus au milieu des antiquités de Rome se terminant sous l'Arc de Constantin, et la suprématie au tableau des médailles des États-Unis. Les 11es championnats d'Europe d'athlétisme se sont déroulés à Rome du 2 au 8 septembre 1974, et la deuxième édition des championnats du monde d'athlétisme, du 28 août au 6 septembre 1987. Dans la première épreuve, la seule médaille d'or italienne était le titre européen de Pietro Mennea sur 200 mètres plat tandis que dans la seconde, les champions du monde Francesco Panetta sur 2000 mètres steeple et Maurizio Damilano sur 20 km marche.
D'autres titres d'athlétisme ont été décernés à l'Olimpico lors d'événements multisports tels que la VIII Universiade, qui s'est tenue du 18 au 21 septembre 1975, et les Jeux mondiaux militaires, qui se sont tenus du 4 au 16 septembre 1995.
De plus, sur la scène internationale, Rome est le lieu annuel du Golden Gala Pietro Mennea, un rendez-vous prestigieux mis en place à l'initiative de Primo Nebiolo et inclus dans le circuit mondial d'athlétisme de la prestigieuse Ligue de Diamant, dont la première édition a eu lieu le 5 août 1980. Le Marathon de Rome se dispute dans la ville depuis 1995, commençant et finissant via dei Fori Imperiali.
Au niveau national, la capitale a accueilli vingt-six éditions des championnats d'athlétisme italiens, le premier au début du XXe siècle sur la Piazza di Siena et la dernière en 1998 au Stade Olympique .

### Base-ball
En baseball, la ville a remporté deux championnats italiens (1949 et 1955) par la SS Lazio Baseball et deux championnats (1950 et 1959) et une Coppa Italia (1997) par la Roma Baseball. Un autre club romain est « Urbe Roma ».
La capitale a accueilli à deux reprises le championnat d'Europe de baseball : l'édition 1956 dans son intégralité et, pour certains matches, l'édition 1991 .
A noter que dans la ville métropolitaine de Rome se trouve Nettuno, véritable «capitale italienne du baseball»  avec l'équipe locale, le Nettuno Baseball Club, qui détient le record du championnat italien et revendique de nombreuses coupes européennes, dont comme l'European Champions Cup qui décerne le titre de champion d'Europe. Par ailleurs, la ville tyrrhénienne a accueilli des rencontres de certaines éditions du championnat d'Europe de baseball et du championnat du monde de baseball, avec des finales pour l'attribution du titre mondial à Nettuno en 1988, 1998 et 2009 (ce dernier au stade Steno Borghese, le plus grand stade italien pour ce sport).

### Basket-ball

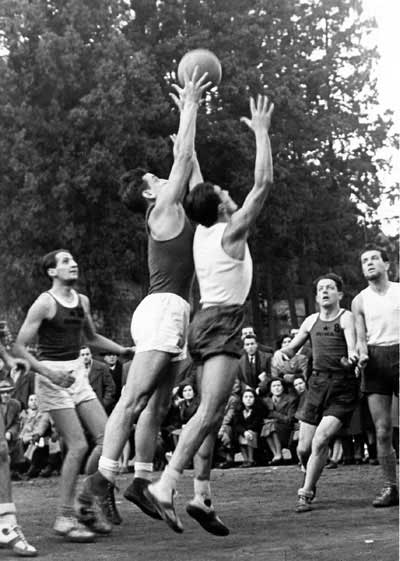
Joueurs de basket-ball du Ginnastica Roma.

La principale équipe de basket-ball est le Pallacanestro Virtus Roma, club fondé en 1960 qui a remporté un titre de champion d'Italie (1982/83), une Supercoupe d'Italie (2000), une Coupe d'Europe (1983-84), une Coupe Intercontinentale (1984) et deux Coupes Korac (1985-86 et 1991-92). Virtus Roma est le seul club romain dans les sports majeurs à avoir obtenu le titre de «champion du monde» pour les clubs.

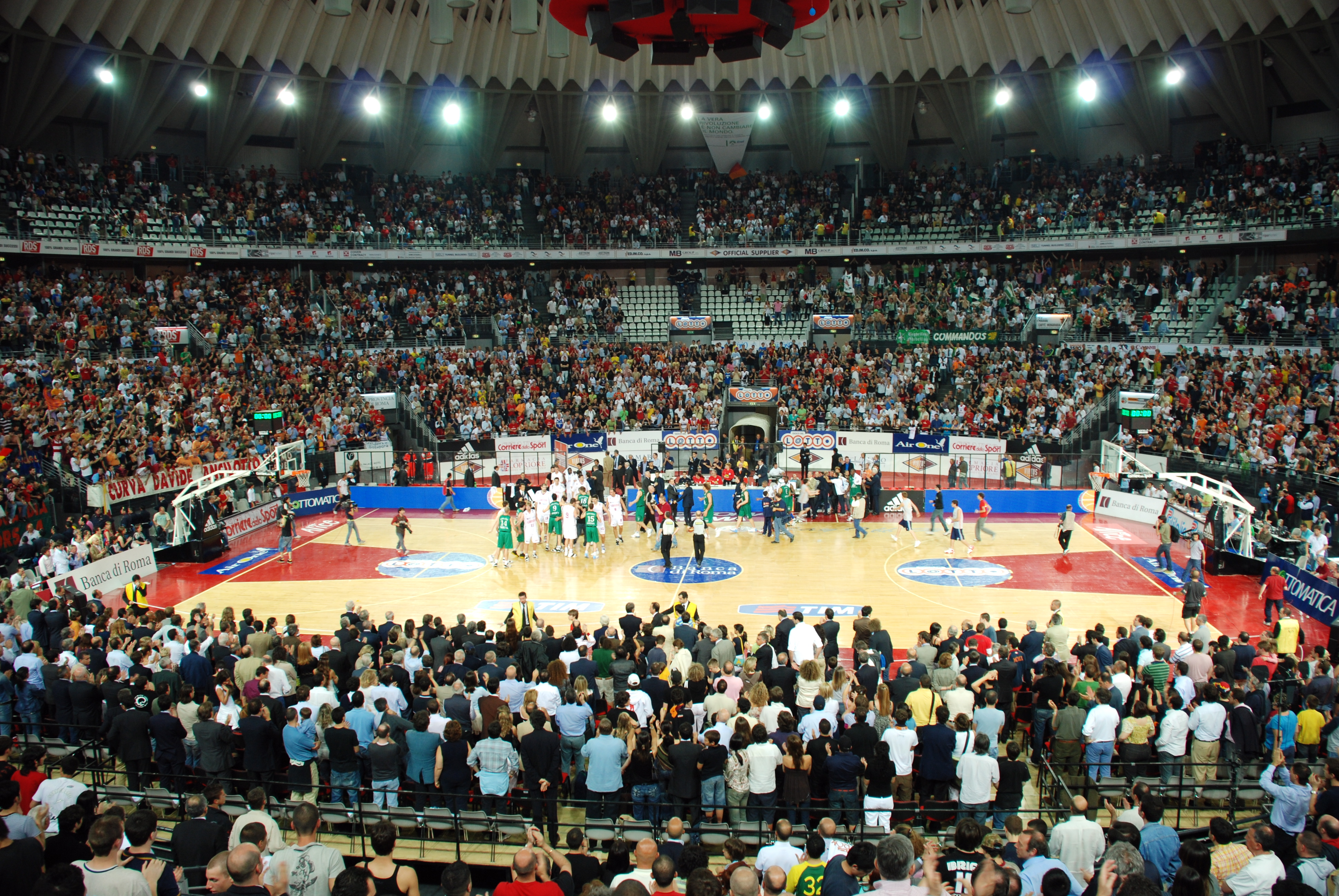
L'intérieur du Palazzo dello Sport lors d'un match de Virtus Roma.

Chez les femmes, la Società Polisportiva Indomita Roma a remporté un titre italien en 1948-1949. Les autres clubs romains de basket-ball féminin sont le San Raffaele Basket et le College Italia, gérés directement par Federbasket pour la croissance communautaire des jeunes femmes, qui ont porté à maturité le projet appelé Azzurrina, né en 2001 .
Au niveau des épreuves masculines internationales, le Palazzo dello Sport a accueilli le tournoi de basket-ball aux Jeux de 1960, avec la médaille d'or des États-Unis, et tous les matches du Championnat d'Europe de basket en 1991, avec une victoire finale de la Yougoslavie sur l'Italie 88 à 73.

### Cyclisme

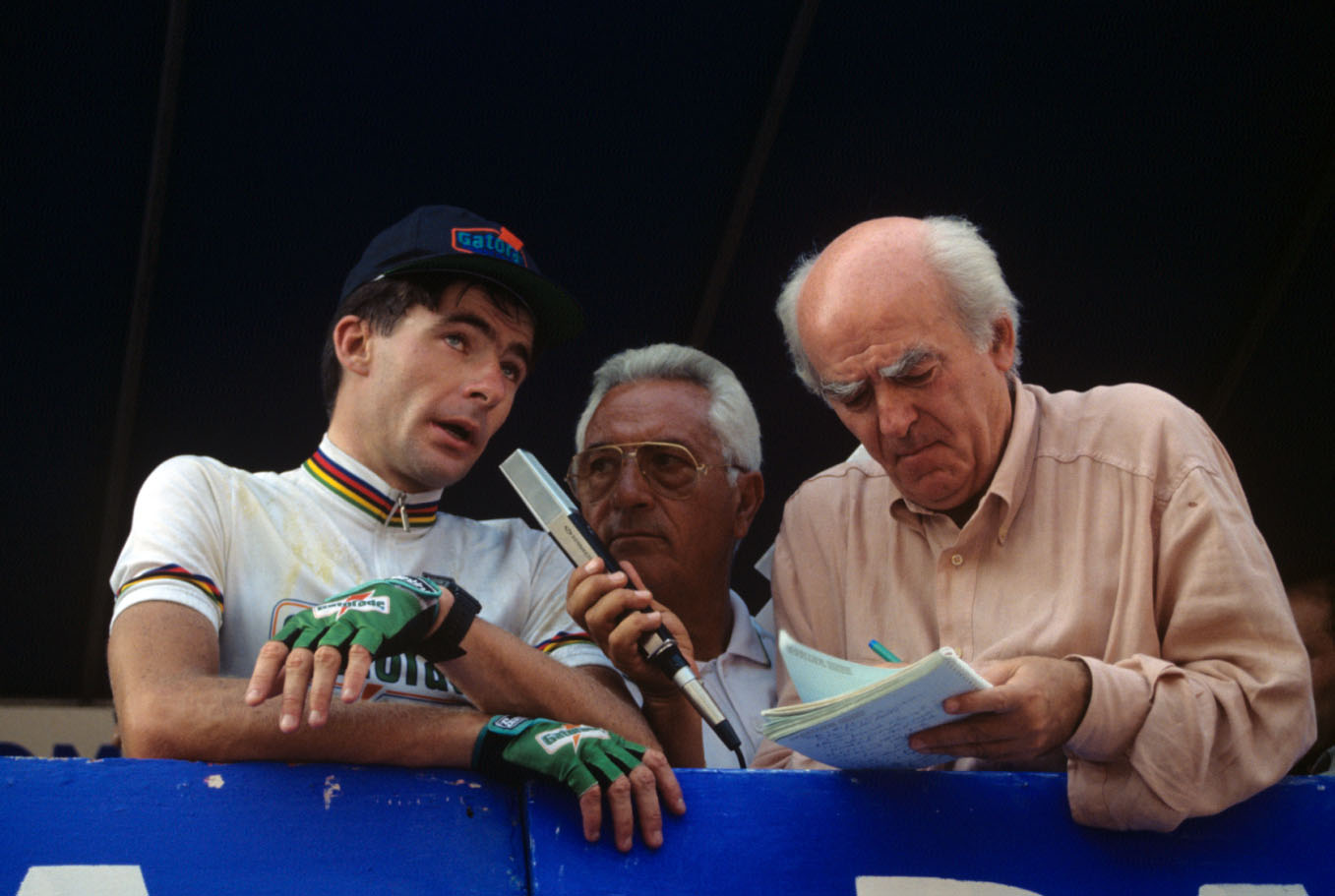
Gianni Bugno à la fin du vainqueur du Tour du Latium 1992.

Principal évènement national, le Tour d'Italie, dont Rome fut le siège du « Grand Départ » à 5 reprises (1911, avec la victoire de Carlo Galetti ; 1929, victoire d'Alfredo Binda ; 1960, triomphe du français Jacques Anquetil ; 1974, décerné au « cannibale » Eddy Merckx ; 2000 - pour célébrer le Jubilé de 2000 - avec la victoire finale de Stefano Garzelli) alors qu'il s'agissait du dernier point d'arrivée de la course en 4 éditions (1911 ; 1950 remportée par le Suisse Hugo Koblet, premier coureur non italien à remporter la course ; 2009, « édition du centenaire », décerné au Russe Denis Menchov ; 2018 conquis par l'Anglais Chris Froome). Au total, la Corsa Rosa a été basée dans la capitale lors de 57 éditions (1909, 1910, 1911, 1912, 1913, 1914, 1919, 1920, 1921, 1922, 1923, 1924, 1925, 1926, 1927, 1928, 1929, 1930, 1931, 1932, 1933, 1934, 1935, 1936, 1937, 1938, 1939, 1940, 1946, 1947, 1948, 1949, 1950, 1951, 1952, 1953, 1954, 1955, 1956, 1957, 1958, 1959, 1960, 1961, 1964, 1966, 1967, 1968, 1972, 1974, 1975, 1981, 1982, 1989, 2000, 2009 et 2018) qui correspondent à 59 départs et 47 arrivées d'étape.
D'autres courses cyclistes mineures dans la capitale ont eu lieu dans le passé : la Rome-Naples-Rome, également connue sous le nom de Course du 20 septembre ou Ciclomotoristico delle Nazioni, course en ligne (19 éditions) et course par étapes (19 éditions) qui a eu lieu de 1902 à 1961; la course par étapes Rome-Trento-Trieste, ou Corsa dei Due Mari, organisée en avril 1919 ; la Predappio-Rome, également connue sous le nom de Coppa del Duce, un événement organisé à la fois comme une course en ligne (éditions 1928-1932) et comme une course par étapes (édition 1933), qui se tenait entre Predappio, la ville natale de Benito Mussolini, et la capitale ; la Roma Maxima, anciennement Giro del Lazio (de 1933 à 2014), une course sur route qui se déroulait presque chaque année. En 2005, la Roma Maxima avait également rejoint le calendrier UCI Europe Tour.

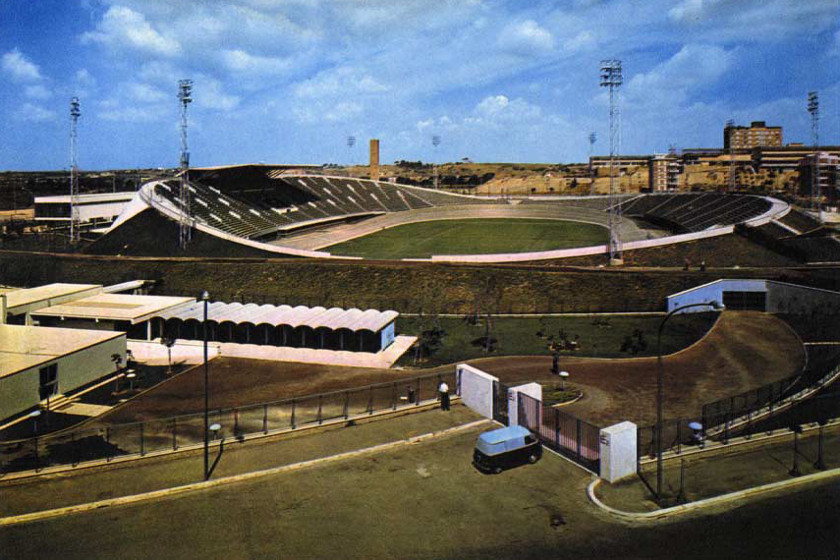
Le Vélodrome Olympique dans les années 1960.

### Équitation

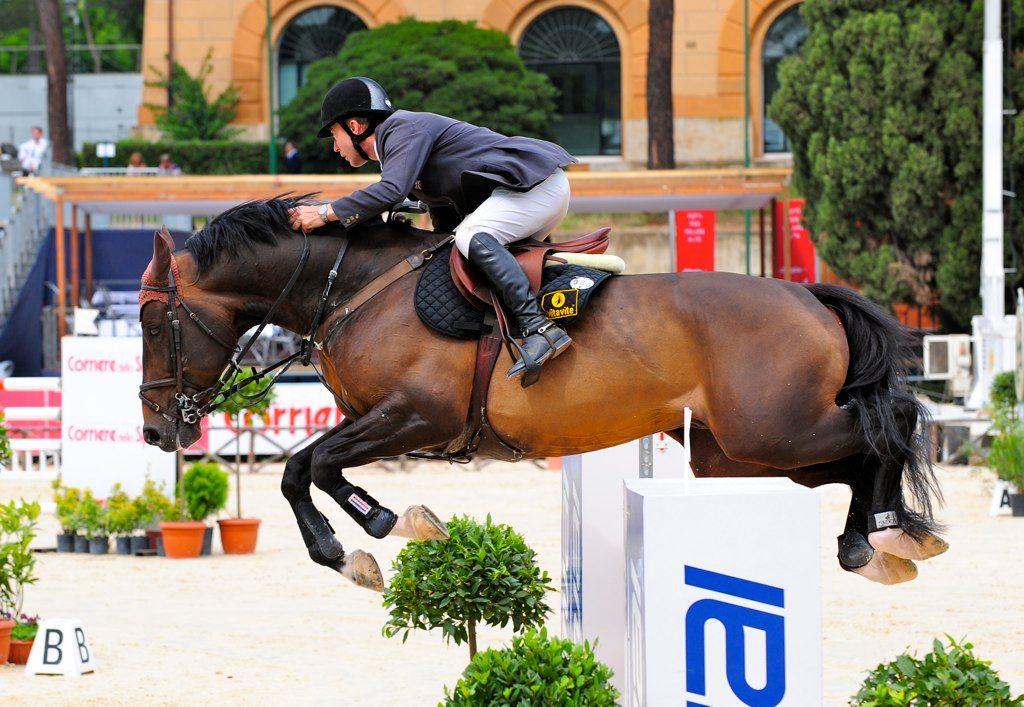
Michael Whitaker sur Tackray beim au CSIO Rome 2009.

Les compétitions d'équitation des Jeux de la XVIIe Olympiade se sont déroulées à Rome du 5 au 11 septembre 1960. Le dressage individuel, le saut d'obstacles individuel, le concours individuel complet et le concours complet par équipe ont eu lieu sur la Piazza di Siena à l'intérieur de la Villa Borghese (les deux concours complets ont également eu des tests en dehors de la ville, au centre équestre de Pratoni del Vivaro, situé à Rocca di Papa) tandis que le saut d'obstacles par équipes s'est déroulé au stade olympique avant la cérémonie de clôture des Jeux. L'Italien Raimondo D'Inzeo a remporté l'or en saut d'obstacles individuel.
En 1988, les championnats du monde d'équitation ont eu lieu, avec uniquement des compétitions de saut d'obstacles et de dressage dans la ville au stade Flaminio, tandis que les autres compétitions ont eu lieu en dehors de Rome, à Pratoni del Vivaro et à la Tenuta Santa Barbara à Bracciano. Les championnats d'Europe de saut d'obstacles ont également eu lieu à Rome en 1963.
Le concours international de chevaux «Piazza di Siena» a lieu chaque année à Rome, un concours équestre qui a lieu depuis 1922. Depuis 1926, il s'agit d'un concours international, tandis que depuis 2014, le concours est intitulé « Master Fratelli D'Inzeo » en l'honneur des deux chevaliers italiens Piero D'Inzeo et Raimondo D'Inzeo. La compétition fait partie du circuit FEI Furusiyya Nations Cup, qui regroupe les huit CSIO les plus prestigieux au monde et voit s'affronter les meilleurs cavaliers internationaux. La Coupe des Nations, le Grand Prix de Potenza, le Grand Prix de Rome et la clôture spectaculaire du Carabinieri Carousel ont lieu pendant l'événement.

### Gymnastique
En gymnastique artistique, quelques épreuves internationales ont eu lieu à Rome. L'événement principal est, également dans ce cas, la XVIIe Olympiade avec des compétitions de gymnastique organisées dans le site insolite des Thermes de Caracalla, du 5 au 10 septembre 1960, avec une domination au tableau des médailles de spécialité par l'Union soviétique. Les championnats du monde de gymnastique artistique avaient plutôt eu lieu à Rome auparavant, en 1954, tandis que les championnats d'Europe de gymnastique artistique se tiendront dans la capitale en 1981, limités à la catégorie masculine.
Parmi les clubs romains, l'Olos Gym 2000 et l'ASD Ginnastica Romana participent aux championnats italiens de gymnastique artistique féminine et masculine, et ceux organisés par la Fédération italienne de gymnastique .

### Golf
Certaines éditions de l'Open d'Italie, le principal tournoi de golf masculin italien fondé en 1925 et faisant partie de l'European Tour depuis 1972, ont été jouées à Rome. Les premières éditions dans la capitale ont eu lieu au Circolo del Golf Roma Acquasanta : en 1950 avec la victoire d'Ugo Grappasonni, en 1973 avec le succès de l'Anglais Tony Jacklin et en 1980 avec la victoire de Massimo Mannelli. En 2002 et 2019 le tournoi s'est joué au Olgiata Golf Club avec des victoires respectivement de l'Anglais Ian Poulter et de l'Autrichien Bernd Wiesberger.
Le club de golf Olgiata a également accueilli deux éditions de la Coupe du monde masculine, en 1968 avec la victoire du Canada et en 1984 avec le succès de l'Espagne.

### Hockey sur gazon
Dans le championnat italien de hockey sur gazon, plusieurs équipes romaines ont remporté le championnat dans l'histoire : le MDA Roma avec sept championnats (1962, 1964, 1966, 1968, 1969, 1970, 1971) ; le Hockey Club Roma avec cinq titres de champion (1991, 2001, 2002, 2006, 2007, 2010, 2011) ainsi que deux Coupes d'Italie (2004-200505, 2009-2010) ; le Hockey Club Eur également avec cinq titres (1980, 1982, 1983, 1986, 1987) et la SS Lazio Hockey avec un championnat (2005) et quatre Coupes d'Italie (1991, 1996, 2001, 2006). Une autre équipe de hockey sur gazon de la ville est le Butterfly Roma Hockey & Cricket Club.
Le seul événement international de hockey sur gazon organisé à Rome a été le tournoi des Jeux olympiques de 1960, organisé entre le 26 août et le 10 septembre 1960 ; chez les hommes uniquement, 16 équipes nationales ont participé et ont été remportées par le Pakistan qui, en finale disputée sur la pelouse du Vélodrome olympique, a battu l'Inde 1-0. Les installations où se tenaient les rencontres étaient le Stadio dei Marmi du Foro Italico, le Vélodrome Olympique de l'EUR et le complexe sportif Tre Fontane.

### Nautisme
Dans la ville, il existe de nombreux clubs d'aviron historiques: Circolo Canottieri Aniene, Circolo Canottieri Lazio, Circolo Canottieri Roma, Circolo Canottieri Tirrenia Todaro et Reale Circolo Canottieri Tevere Remo. En revanche, aucune grande compétition internationale d'aviron n'a jamais eu lieu dans la capitale. En fait, même les compétitions d'aviron aux Jeux de la XVIIe Olympiade, tenues du 30 août au 3 septembre 1960, se déroulaient en dehors de Rome : au lac d'Albano à Castel Gandolfo.

### Sport Automobile

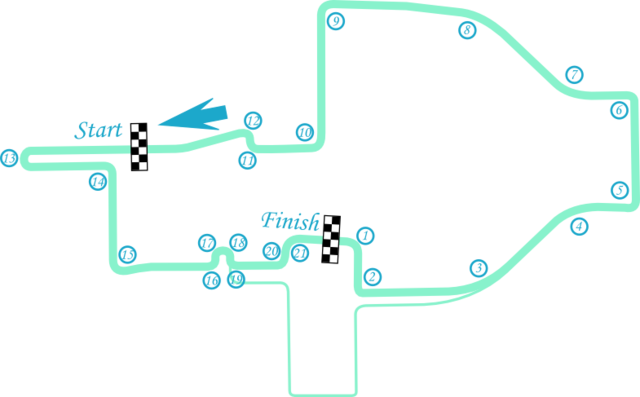
La piste du circuit urbain EUR.

L'événement automobile le plus important de la capitale est l'E-Prix de Rome, une course annuelle pour les voitures entièrement électriques du championnat de Formule E. Officiellement inscrite au calendrier en juin 2017, la première édition s'est tenue le 14 avril 2018, en tant que septième course de la saison 2017-2018 . En 2020, l'événement a été renouvelé jusqu'en 2025 . La course se déroule sur le circuit urbain de l'EUR, situé dans le quartier du même nom. La piste se compose de 21 courbes pour un total de 2 860 mètres, parmi les plus longues de la saison de Formule E . Le départ est situé sur la Via Cristoforo Colombo et la ligne d'arrivée dans la zone de l'Obélisque de Marconi. Le circuit passe autour du Roma Convention Center et du Palazzo dei Congressi .
En rallye, le Rally di Roma Capitale a lieu à Rome depuis 2013, une course valable pour le championnat italien des rallyes depuis 2015 et, depuis 2017, il a été promu à une étape du FIA European Rally Championship (ERC).

### Rugby

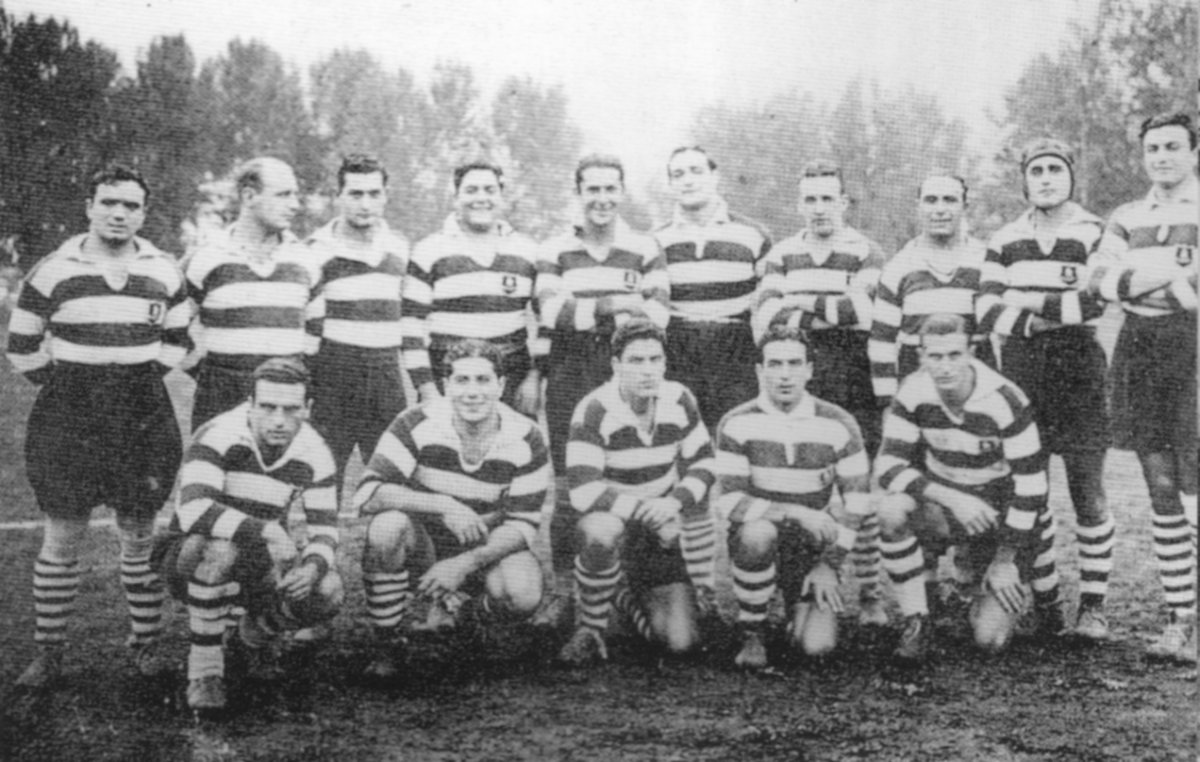
Rugby Roma champion d'Italie 1936-1937.

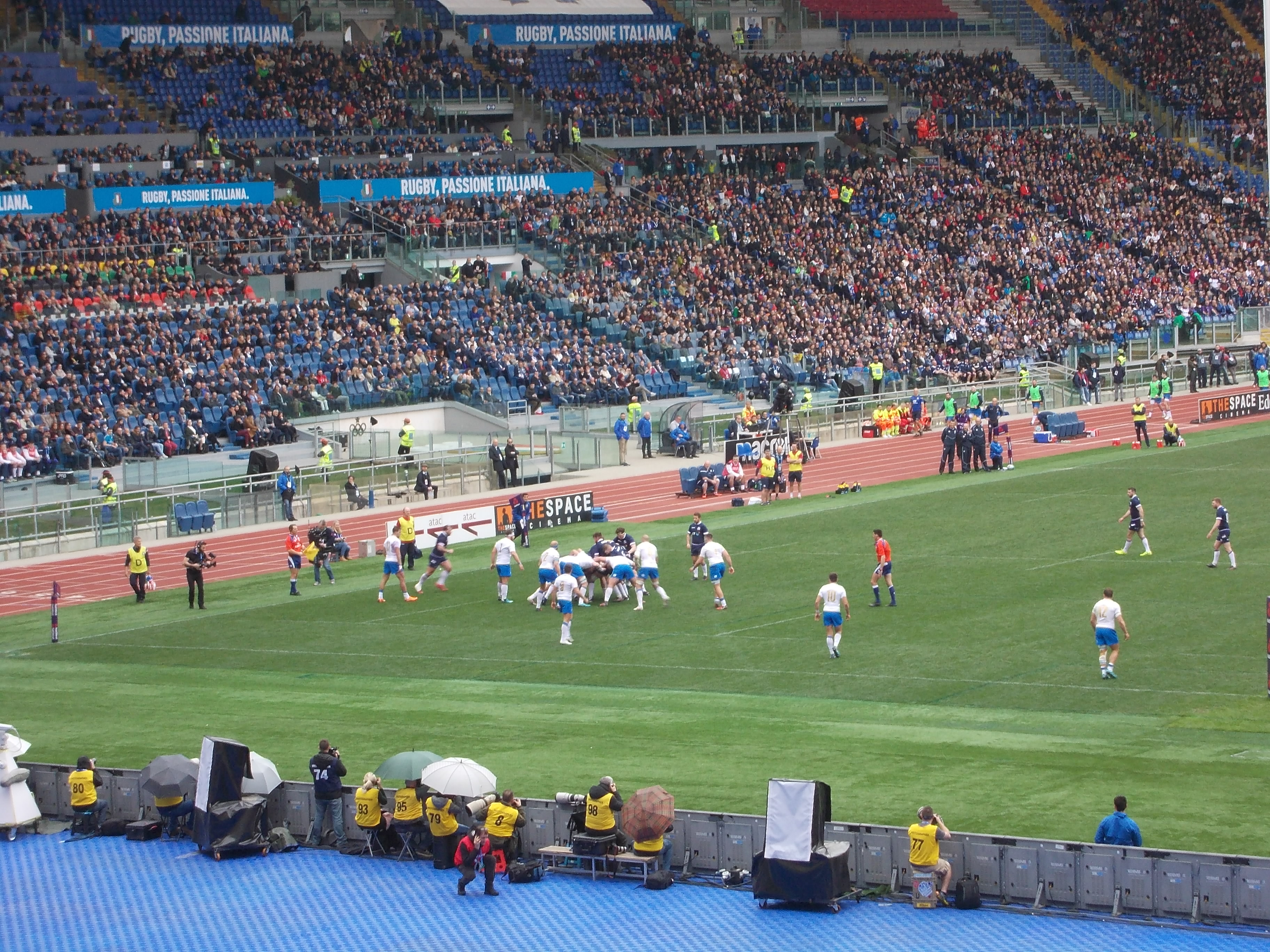
Italie - Ecosse à l'Olimpico lors du Tournoi des Six Nations 2018.

Rome accueille les matchs à domicile de l'équipe d'Italie de rugby à 15 dans le tournoi des Six Nations. De l'admission des Azzurri au tournoi, qui a eu lieu en 2000, jusqu'en 2011, tous les matchs ont été joués au stade Flaminio, sur le terrain ou l'Italie a joué pour la première fois en 1935 (dans le stade national préexistant de la PNF) une rencontre avec un XV de France. À partir des Six Nations 2012, l'Italie joue ses matchs à domicile au stade olympique ,. L'Olimpico accueille également régulièrement d'autres matchs importants de l'équipe nationale de rugby : la finale de la Coupe d'Europe de rugby en 1954 entre l'Italie et la France  a été suivie de nombreux tests matchs contre les équipes nationales les plus populaires de l'hémisphère sud : Argentine, Nouvelle Zélande et Afrique du Sud.
Au niveau national, Rugby Roma a remporté cinq championnats italiens (1934-35, 1936-37, 1947-48 et 1948-49, 1999-2000) et deux Coupes d'Italie (1997-98 et 2010-11), tandis qu'une Coupe d'Italie a été remportée en 1966-67 par le CUS Roma Rugby et en 2013-2014 par Fiamme Oro Rugby (ce dernier en 1987 a déménagé son siège à Rome de Padoue, où elle avait remporté cinq titres de champion et quatre autres Coupes d'Italie).
Les autres clubs de rugby de la ville sont SS Lazio Rugby, Unione Rugby Capitolina, US Primavera Rugby Roma, Accademia Rugby Roma, Arvalia et Urbe Roma Rugby.

### Tennis

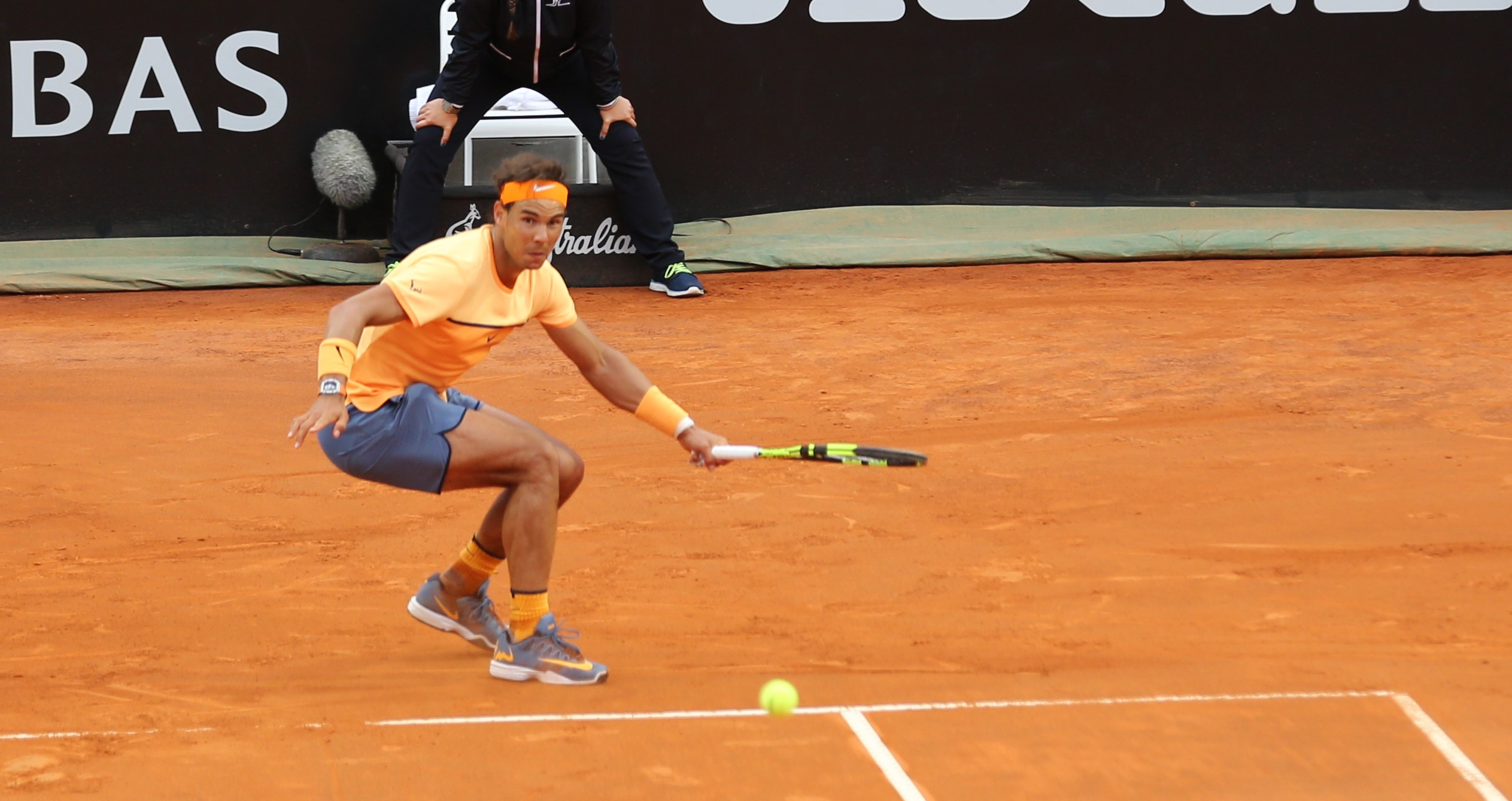
Rafael Nadal aux Internationaux BNL 2016 d'Italie.

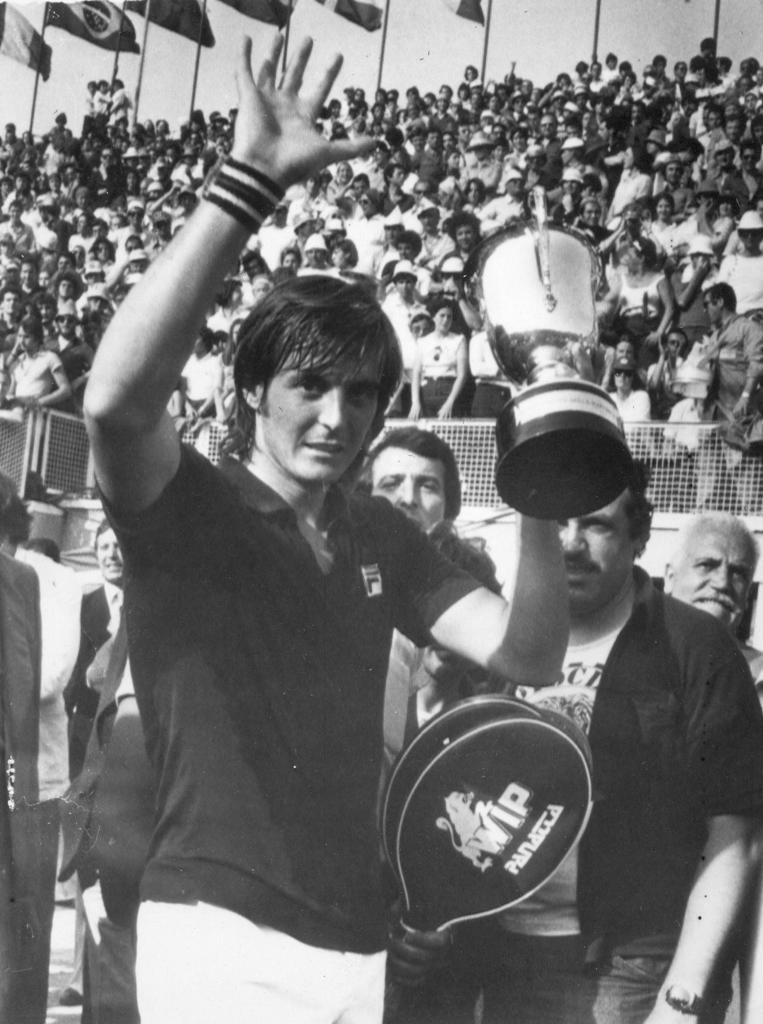
Panatta récompensé à Rome en 1976

Le plus important tournoi de tennis italien masculin et féminin se joue à Rome, les Internationaux d'Italie, qui fait partie du circuit ATP World Tour Masters 1000 qui regroupe les 9 tournois les plus prestigieux après les 4 du Grand Chelem et la finale ATP, et du circuit WTA Premier Five qui regroupe les 5 tournois les plus prestigieux après les 4 du Grand Chelem et les 4 tournois WTA Premier Mandatory et les WTA Finals. Le tournoi se joue au stade de tennis de Rome depuis 1935 (né en 1930 à Milan), à la seule exception de l'édition 1961 qui s'est tenue à Turin pour célébrer l'unification de l'Italie . Avec Roland Garros, qui suit, et le Tournoi de Monte-Carlo, qui le précède, le tournoi de Rome constituent ce qu'on appelle le Slam Rosso, c'est-à-dire le triptyque des tournois sur terre battue considéré comme le plus important au monde sur cette surface. Au tableau d'honneur du tournoi, le plus grand nombre de victoires est pour l'Espagnol Rafael Nadal, chez les hommes, avec 10 succès (2005, 2006, 2007, 2009, 2010, 2012, 2013, 2018, 2019, 2021) et pour l'Américaine Chris Evert, pour les femmes, avec 5 trophées (1974, 1975, 1980, 1981, 1982).
Parmi les joueurs de tennis romains qui ont remporté au moins un tournoi ATP figurent Adriano Panatta (vainqueur de Roland-Garros 1976) et son frère Claudio Panatta, Matteo Berrettini, Paolo Lorenzi, Tonino Zugarelli, Claudio Pistolesi.

## Installations sportives

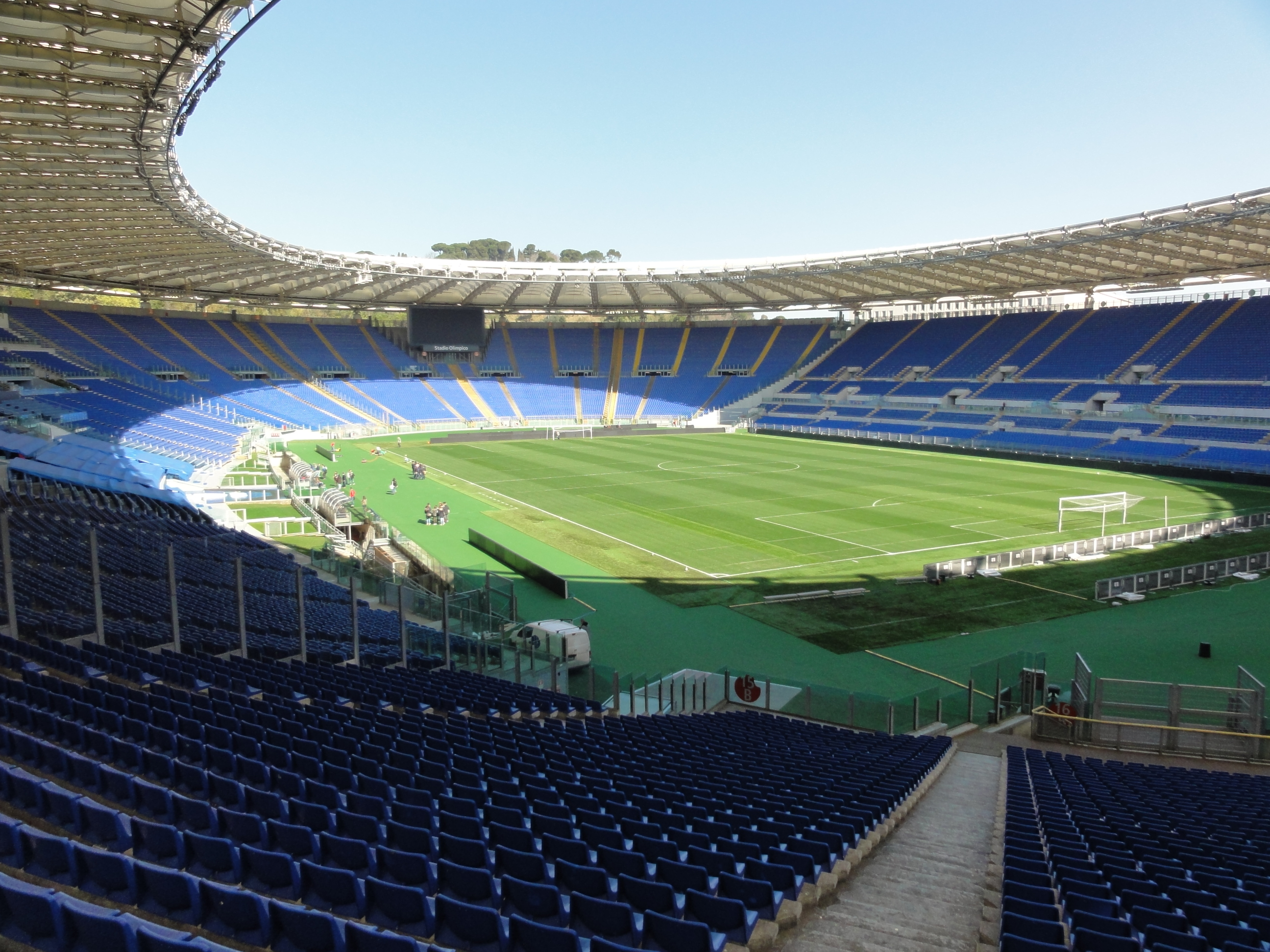
Le stade olympique.

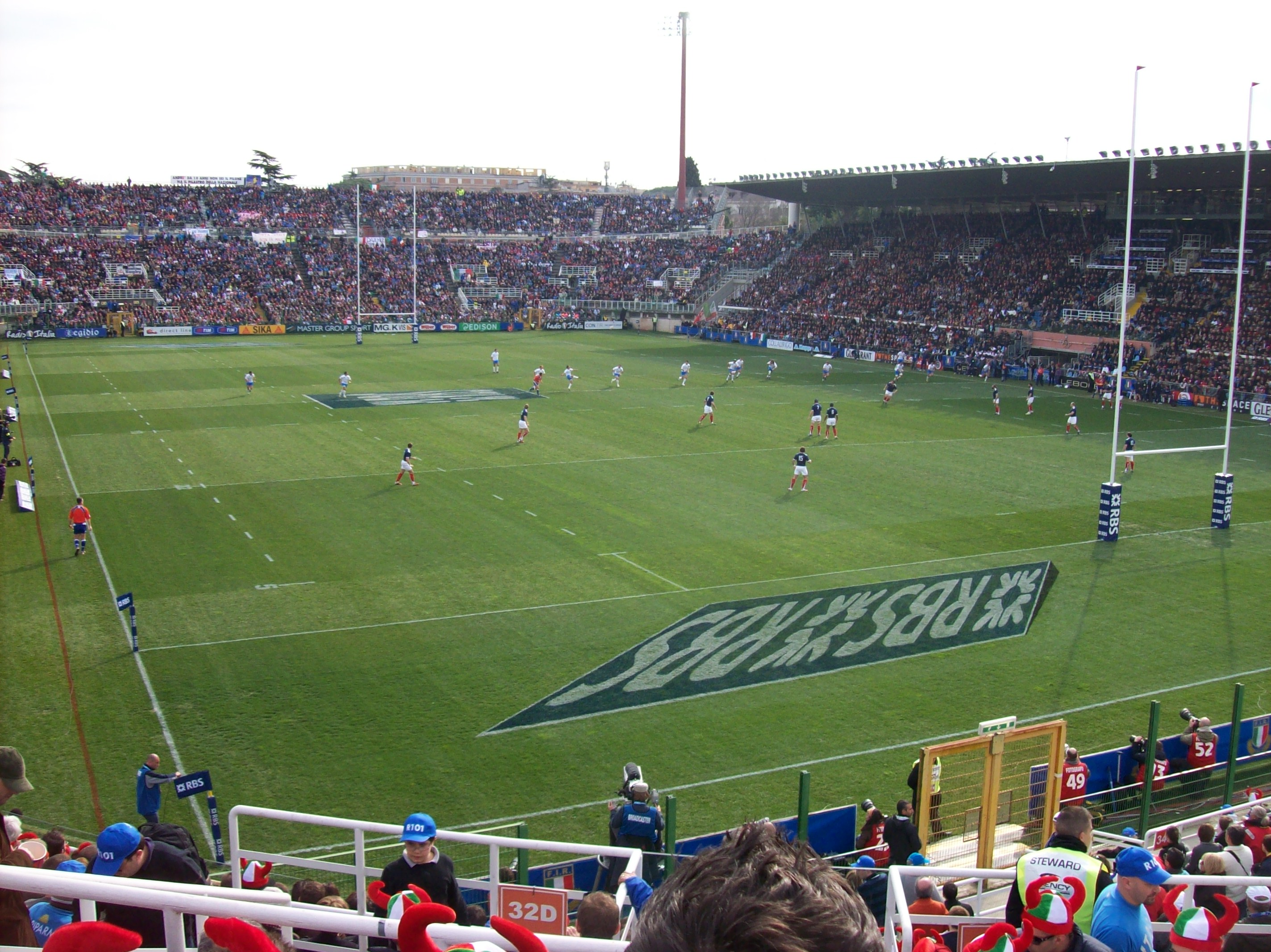
Le stade Flaminio.

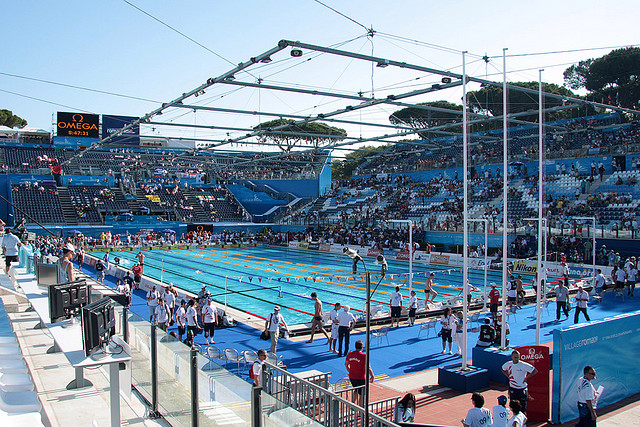
Le complexe aquatique du Foro Italico.

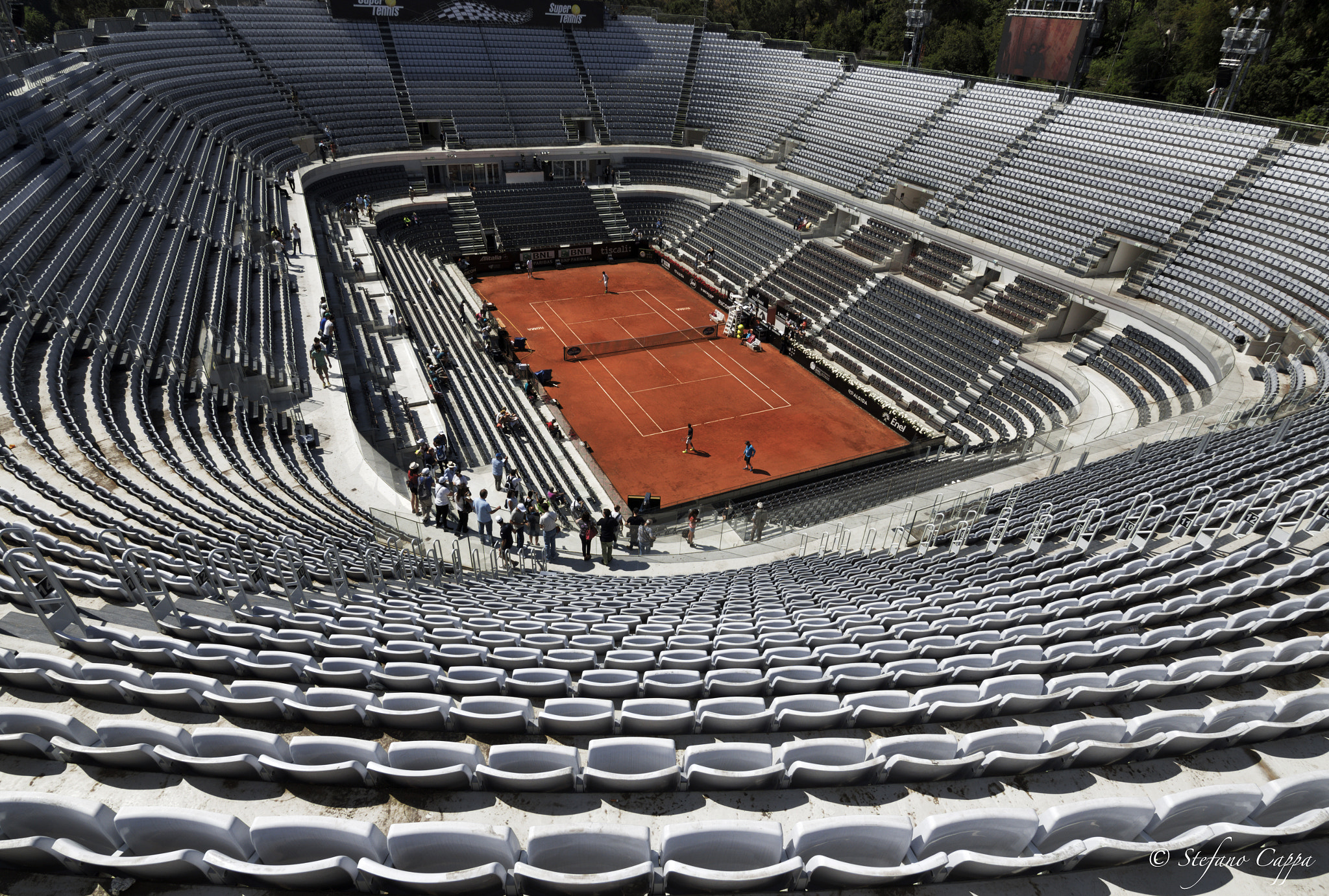
Le stade de tennis.

| Stade                            | Complexe sportif              | Capacité | Sport                                                   | Note |
| -------------------------------- | ----------------------------- | -------- | ------------------------------------------------------- | ---- |
| Stade Olympique                  | Foro italico                  | 70 634   | Athlétisme, football, rugby                             |      |
| Stade Flaminio                   | -                             | 30 000   | Football, rugby                                         |      |
| Palazzo dello Sport              | -                             | 12 200   | Basket ball, Volley ball                                |      |
| Stade nautique olympique de Rome | Foro italico                  | 12 000   | Natation, water polo                                    |      |
| Stade de tennis de Rome          | Foro italico                  | 10 500   | Tennis                                                  |      |
| Foro Italico                     | Foro italico                  | 6 500    | Tennis                                                  |      |
| Stade des Marbres                | Foro italico                  | 5 280    | Athlétisme, hockey sur gazon, football américain, rugby |      |
| Temporary Flexible Stadium X.0   | Foro italico                  | 5 000    | Tennis                                                  |      |
| Hippodrome Tor di Valle          | -                             | 4 000    | Hippisme                                                |      |
| Stadio Tre Fontane               | -                             | 4 000    | Football, rugby                                         |      |
| Stadio Nicola Pietrangeli        | Foro italico                  | 3 720    | Tennis                                                  |      |
| Stadio Giorgio Castelli          | -                             | 3 500    | Football                                                |      |
| Palazzetto dello Sport           | -                             | 3 500    | Basket, Volley ball                                     |      |
| Hippodrome de Capannelle         | -                             | 2 437    | Hippisme                                                |      |
| Stade nautique olympique de Rome | Foro italico                  | 2 000    | Natation, water polo                                    |      |
| Piscina delle Rose               | -                             | 2 000    | Natation, water polo                                    |      |
| Stadio del rugby di Corviale     | -                             | 2 000    | Rugby                                                   |      |
| Stadio del baseball              | Centro Sportivo Giulio Onesti | 1 152    | Baseball                                                |      |

## Clubs sportifs (liste non exhaustive)
Voici la liste des principaux clubs sportifs, classés par type, à Rome.[Quand ?]
Criquet
- SS Lazio Cricket
- Club de cricket de Capannelle
- Club de cricket de Rome Bangladesh

Football
- Società Sportiva Lazio
- Associazione Sportiva Roma

Floorball
- Club de Floorball Viking Roma
- Rome South Star Floorball Club

Football américain
- Barbari Roma Nord
- Gladiateurs de Rome
- Marines Lazio
- Grizzlies Roma
- Legio XIII Roma

Hockey sur glace
- AS Hockey Club Rome

Lacrosse
- Rome Leones Lacrosse

Escrime ancienne et historique
- Salle d'Arme Achille Marozzo

Softball
- Roma Softball Fastpitch